# سیارک ۳۹۸۴
سیارک ۳۹۸۴ (به انگلیسی: 3984 Chacos، نامگذاری:1984SB6) سه هزار و نهصد و هشتاد و چهارمین سیارک کشف شده‌است که در ۲۱ سپتامبر ۱۹۸۴ کشف شد.
قدر مطلق سیارک برابر ۲۲.۱ است.